# Alexander Fitz

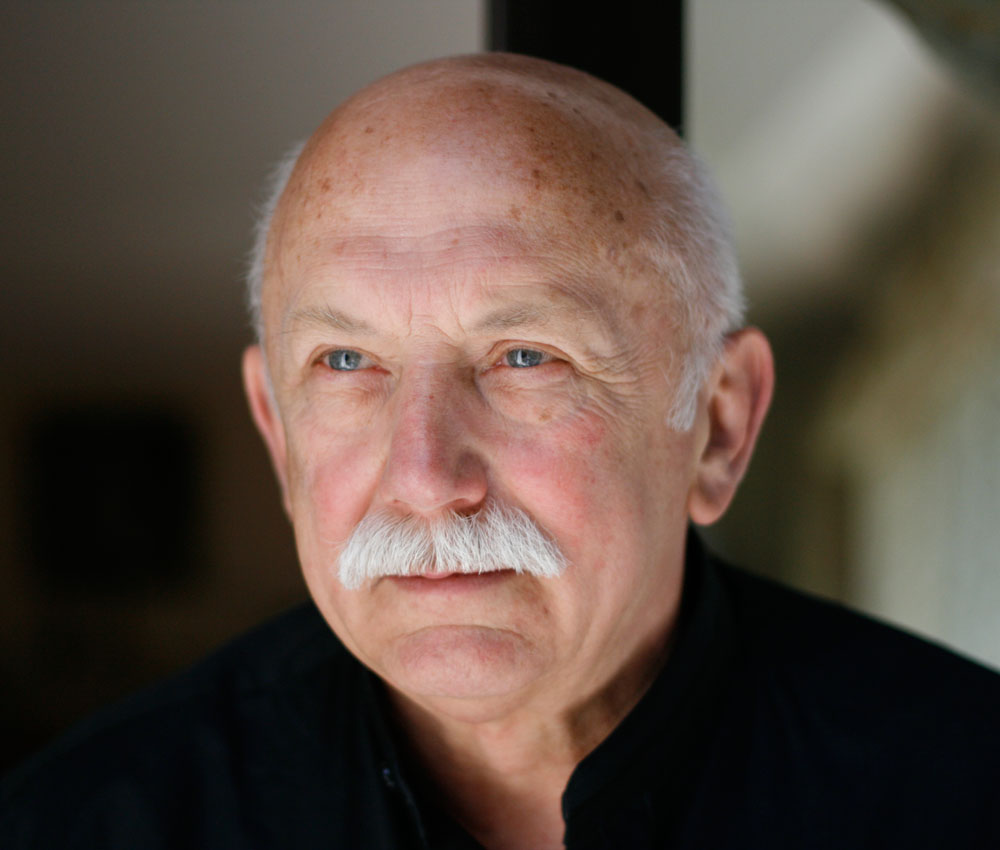
Alexander Fitz (2021)

Alexander Fitz (russisch Александр Фитц; * 9. Juni 1948 in Badamscha, Oblast Aktjubinsk, Kasachische SSR) ist ein russlanddeutscher Schriftsteller, Journalist und Drehbuchautor.

## Leben
Alexander Fitz ist Nachkomme von Deutschen aus Wolhynien. Sein Vater, Waldemar Fitz, wurde in Schytomyr geboren, seine Mutter, Olga Fitz (geb. Becker), in Kiew. Die Familie wurde infolge des deutschen Angriffs auf die Sowjetunion nach Nordkasachstan deportiert.
Von 1966 bis 1967 arbeitete Fitz als Schlosser eines Lokomotiv-Reparaturdepots, später war er Lokführer-Gehilfe in Almalyk in Usbekistan. Anschließend leistete er Armeedienst in den Sowjetischen Streitkräften. Während der Jahre 1970 bis 1975 war er zunächst literarischer Mitarbeiter, dann Abteilungsleiter und schließlich Chef der Zeitung Almalykski Rabotschi („Almalyker Arbeiter“). Danach leitete er für ein Jahr die Informationsabteilung der Zeitung Wetscherny Taschkent in Taschkent. Von 1976 bis 1979 war er verantwortlicher Redakteur der Werbe- und Informationsabteilung der dortigen Wochenzeitung „Taschkentskaja Nedelja“. 1979 absolvierte er ein Studium der Journalistik an der Staatlichen Universität Taschkent. Im gleichen Jahr wurde er zuerst stellvertretender, später (nach Jahren der Demütigung wegen seiner Abstammung) als erster Deutscher in Usbekistan Chefredakteur der Jugendzeitung Komsomolez Usbekistana. Damit war er zugleich seit Ende des Zweiten Weltkrieges der erste Deutsche in der UdSSR, der zum Chefredakteur einer republikweit und in russischer Sprache erscheinenden Zeitung ernannt wurde.
Von 1986 bis 1987 arbeitete Fitz als Redakteur beim Usbekischen Staatlichen Rundfunk und Fernsehen. Anschließend war er zuerst als Eigenkorrespondent im mittelasiatischen Raum des Landes tätig, danach als Redakteur der Wochenzeitung Neues Leben (Moskau), herausgegeben für die Deutschen in der UdSSR. 1990 wurde Fitz zum Vorsitzenden des Rates der lutherischen Gemeinden zu Moskau gewählt. 1991 siedelte er nach Deutschland aus und nahm dort seinen ständigen Wohnsitz ein.
Von 1992 bis 2010 war Fitz zuerst als Korrespondent des Rundfunksenders „Swoboda“ in München tätig, danach bei einer Zeitung, später als Kolumnist der Wochenzeitung Russkaja Germanija (Berlin). Seit 2010 ist er freischaffender Journalist, Schriftsteller, Unternehmer und Mitbegründer der Medizinische Brücke GmbH.
Fitz ist verheiratet und Vater eines Sohnes und dreier Töchter. Er lebt in München.

## Gesellschaftliches und politisches Engagement
Seit Mitte der 1980er Jahre ist Alexander Fitz aktiver Teilnehmer der Bewegung für die Wiederherstellung der Rechte unterdrückter Völker in der UdSSR. Er wurde als Delegierter für den 1. Kongress der Deutschen in der UdSSR im Oktober 1991 in Moskau gewählt. Außerdem war er im Juni des gleichen Jahres einer der Gründer der Internationalen Union für deutsche Kultur (IUCN) in Moskau und wurde als Delegierter gewählt.  Fitz war stellv. Vorsitzender der Allrussischen Stiftung zur Rehabilitation und Unterstützung von Opfern des Stalinismus und der „Zwangsarbeitslager“, Präsidiumsmitglied der Konföderation unterdrückter Völker in Russland, Mitbegründer der Allunionsgesellschaft der Deutschen in der Sowjetunion, „Wiedergeburt“, Delegierter des 7. (letzten) Kongresses der Journalistenunion in der UdSSR im Februar 1991 in Moskau, des 4. Weltkongresses der russischen Presse (Berlin, Oktober 2002)  und des ersten Internationalen Kongresses der russisch schreibenden Schriftsteller im Ausland (Moskau, November 2007). Fitz ist Vorstandsmitglied der Internationalen Föderation der russischen Schriftsteller (Hauptsitz in London und Budapest) und Mitglied der Internationalen Gesellschaft der Schriftstellerverbände (Hauptsitz in Moskau) sowie Mitglied der Internationalen Assoziation der Forscher der russlanddeutschen Geschichte und Kultur.

## Werk
Fitz’ Schaffensbereich als Autor beinhaltet Themen wie Gesellschaft, Politik, Geschichts- und Alltagsprosa sowie Journalistik. Er veröffentlichte zahlreiche Reportagen, Essays, Erzählungen und Novellen. 1982 hatte er sein Debüt als Schriftsteller. Seine Werke schreibt Fitz ausschließlich in Russisch.
Sein Buch Vererbter Schmerz war das erste in der UdSSR, das nach 1941 in russischer Sprache erschien, in dem über die Geschichte und Untergang der ASSR  der Wolgadeutschen, über die Massendeportationen und die heutigen Probleme der Russland-Deutschen berichtet wird. Obwohl das Buch Ein Brief für den Kanzler in russischer Sprache erschien, fand es seinen Ehrenplatz in der Bibliothek des deutschen Kanzleramtes.
Das Buch Morgenfrühe im Paradies (russisch Утро в раю) ist in der Russischen Staatsbibliothek (Moskau) sowie in der Russischen Nationalbibliothek (Sankt Petersburg) zu finden. Das Buch, das die Geschichte und das Schicksal der Russlandsdeutschen erzählt, ist in mehr als zwanzig Universitätsbibliotheken von Fakultäten für Slawistik in Deutschland, Österreich und der Schweiz vorhanden.

### Bücher
- Gemeinsam mit O. Schatunowski: Wir sind drei Millionen (russisch Нас три миллиона), (Publizistik in russischer Sprache), Taschkent: Ёš gvardija, 1982
- Vererbter Schmerz (russisch Боль в наследство), (Publizistik und Essay  in russischer Sprache), Taschkent: Ёš gvardija, 1990
- Reise zur Erde (russisch Путешествие на Землю), (Erzählungen und Publizistik  in russischer Sprache), Berlin: ReLine Intermedia und Verlags GmbH, 2001
- Das Schicksal, ein Russlanddeutscher zu sein (russisch Судьба – российский немец), (Publizistik und Erzählungen in russischer Sprache), Moskau: Golos - Press, 2004
- Die Rückkehr des verlorenen Russlanddeutschen (russisch Возвращение блудного немца), (Erzählungen und Essays in russischer Sprache), Moskau: Golos - Press, 2007
- Ein Brief für den Kanzler (russisch Письмо канцлеру), (Erzählungen und Essays in russischer Sprache), Moskau: Golos - Press, 2009
- Morgenfrühe im Paradies (russisch Утро в раю), (Erzählungen und Publizistik  in russischer Sprache), Moskau: Golos – Press, 2011
- Taschkent - Legenden und Andere Geschichten (russisch Легенды старого Ташкента и Другие истории), (Erzählungen, Aufsätze, Essay in russischer Sprache), Sankt-Petersburg: Aleteja, 2015
- Deutsche Geheimnisse (russisch Немецкие тайны), (Erzählungen, Kurzgeschichten und Aufsätze in russischer Sprache), Moskau: RusDeutsch Media, 2016[1]
- Der Heiliger Gral - (russisch Кружка Грааля), (Erzählungen und Kurzgeschichten in russischer Sprache), Moskau: RusDeutsch Media, 2018
- Wo kann ein Deutscher gut leben? - (russisch Где немцу жить хорошо?), (Erzählungen, Aufsätze, Essay in russischer Sprache), Moskau: MaVi-Gruppe, 2021

### Drehbücher
- Auf der Route von Futschik (russisch Маршрутом Фучика), Taschkent:  Usbekfilm, 1983
- Die Taschkentzeit (russisch Ташкентское время), Taschkent: Usbekfilm, 1985
- Verhöhnung (russisch Глумление), Taschkent: Usbekfilm, 1989

## Auszeichnungen
- Preis des Journalistenverbandes Usbekistans (1982)
- Preis  des Journalistenverbandes der Tschechoslowakei (1983)
- Preis  des Verbandes der Filmschaffenden der UdSSR (1989)
- Gesamtrussischer Rubzow-Literaturpreis (2003)
- Goldene Tjuttschew-Medaille (2003, gestiftet vom russischen Kulturzentrum MIR, München)
- Puschkin-Medaille (2007, gestiftet von Präsident Putin)
- Goldene Jessenin-Medaille (2007, Schriftstellerverband Russlands)
- Goldene Feder Moskowiens (2008)
- Verleihung der Medaille „250 Jahre Dienst am russischen Vaterland“, gestiftet von der Gesellschaft „Nationale Kulturautonomie der Russlanddeutschen im Gebiet Saratow“ (2013)
- Medaille 250 Jahre für die Umsiedlung der Deutschen nach Russland (2015, gestiftet von der Föderalen National-Kulturellen Autonomie der Russlanddeutschen auf Initiative des Ministeriums für regionale Entwicklung der Russischen Föderation)